# Oreophryne monticola
Oreophryne monticola ist eine Amphibienart aus der Unterfamilie der Papua-Engmaulfrösche (Asterophryinae).

## Merkmale
Die Art erreicht eine Länge von 26 Millimetern. Die Tiere sind sehr wechselnd gefärbt. Die Körperoberseite ist grau, braun oder anilinrot, einfarbig oder dunkel gefleckt oder marmoriert. Ein gelblichweißer, vom oberen Augenlid zur Weiche ziehender Streifen kann vorhanden sein oder fehlen. Gelegentlich findet sich eine feine, weißliche Linie längs der Rückenmitte und der Hinterbeine. Die Körperunterseite ist weiß oder rosig. Die Medialseite der Hinterbeine ist meist lebhaft rosa. Die Kehle ist braun gesprenkelt oder völlig dunkelbraun. Der Vorderkopf ist kurz und abgerundet. Der Canthus rostralis ist schwach. Der Interorbitalraum ist so breit wie oder breiter als ein oberes Augenlid. Das Trommelfell ist nicht sichtbar. Der erste Finger ist kürzer als der zweite. Finger- und Zehenspitzen sind zu gut entwickelten Haftscheiben verbreitert. Die Zehen sind durch Schwimmhäute verbunden. Subarticularhöcker fehlen. Mediale Metatarsalhöcker sind sehr undeutlich. Bei an den Körper angelegtem Hinterbein reicht das Tibiotarsalgelenk bis zur Schulter oder der Schläfe. Die Haut ist an der Körperoberseite glatt oder mit kleinen Warzen besetzt, am Bauch dagegen undeutlich gekörnelt.

## Vorkommen

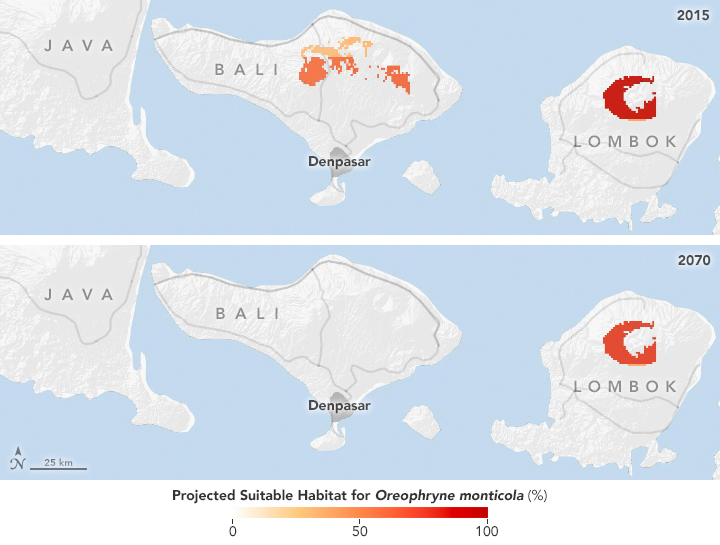
Verbreitungsgebiet für 2015 und prognostizierter Rückgang bis 2070

Oreophryne monticola kommt nur auf den zu den Kleinen Sundainseln gehörenden Inseln Lombok und Bali in Indonesien vor. Die Art lebt dort in Bergwäldern in Höhenlagen oberhalb von 1000 Meter.

## Systematik
Oreophryne monticola wurde 1897 von George Albert Boulenger als Sphenophryne monticola  erstbeschrieben. Van Kampen stellte die Art 1923 in die Gattung Oreophryne.

## Gefährdung
Oreophryne monticola wird von der IUCN als „Endangered “ (stark gefährdet) eingestuft.